# Stazione di Erevan
La stazione di Erevan (in armeno Երևան երկաթուղային կայարան?, Yerevan yerkatughayin kayaran) è la principale stazione ferroviaria della capitale armena Erevan, nonché la più grande stazione ferroviaria dell'Armenia.
La stazione, che si trova a sud del centro cittadino, all'incirca a 2,8 km da Piazza della Repubblica, è connessa all'adiacente fermata della metropolitana "Davide di Sassun" da un tunnel pedonale.

## Storia
La prima linea ferroviaria passante per Erevan fu costruita nel 1902 e connetteva l'odierna Gyumri, al tempo ancora chiamata Alessandropoli, nella provincia armena di Shirak, a Tbilisi, in Georgia. Nel 1908, poi, Erevan fu attraversata anche da una seconda linea, che la connetteva alla cittadina di Jolfa, situata nella provincia iraniana dell'Azerbaigian Orientale.
L'odierno edificio adibito a stazione ferroviaria è stato costruito nel 1956 e al suo interno, il 31 luglio 2009, è stato inaugurato il museo del trasporto ferroviario in Armenia, nel quale è anche esposta una vecchia locomotiva a vapore avente codice identificativo 3ա705-46.
A seguito del fallimento delle Ferrovie Armene del 2008 e alla cessione delle proprietà di queste alle ferrovie di stato russe, l'azienda russa ha creato la Ferrovie del Caucaso del Sud (in armeno Հարավկովկասյան երկաթուղի?, in russo Южно-Кавказская железная дорога?), a cui ha trasferito tutte le precedenti proprietà della defunta azienda armena, inclusa quella della stazione di Erevan. Così, nel 2010, la stazione è stata sottoposta a opere di ammodernamento e rinnovamento che hanno visto, ad esempio, il rifacimento degli interni della stazione e l'aggiunta di monitor LCD con informazioni per i passeggeri sugli arrivi e le partenze dei treni. Inoltre, visto l'aumento del numero dei passeggeri, è stato deciso di dividere la stazione in due spazi separati e dedicati rispettivamente ai viaggi nazionali anche a lunga percorrenza e ai viaggi internazionali, e di costruire un hotel all'interno dello stesso edificio ferroviario.

## Tratte
La stazione di Erevan ha cinque binari su cui viaggiano le seguenti tratte:
- Erevan — Batumi (in estate)
- Erevan — Tbilisi (in inverno)
- Erevan — Gyumri
- Erevan — Ararat
- Erevan — Myasnikyan
- Erevan — Yeraskh
- Erevan — Sevan (in estate)

## Galleria d'immagini

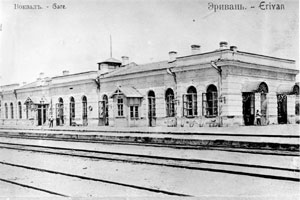
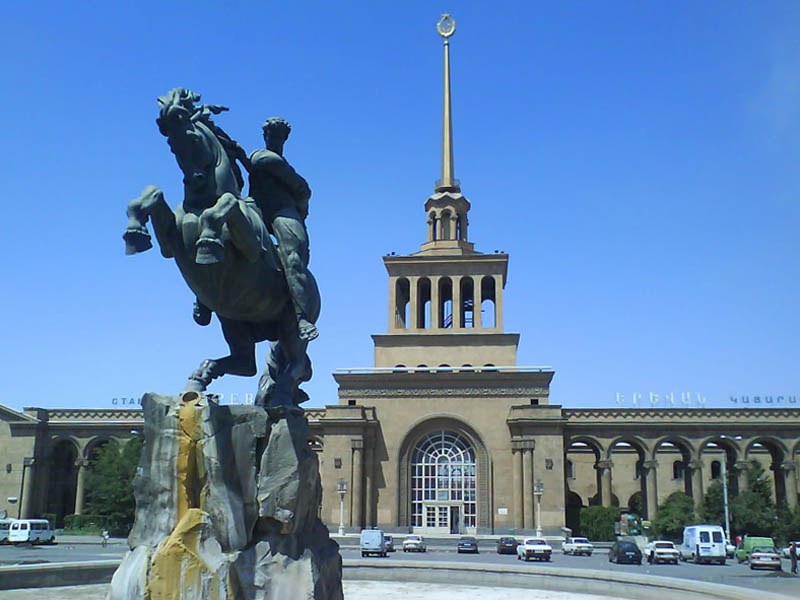
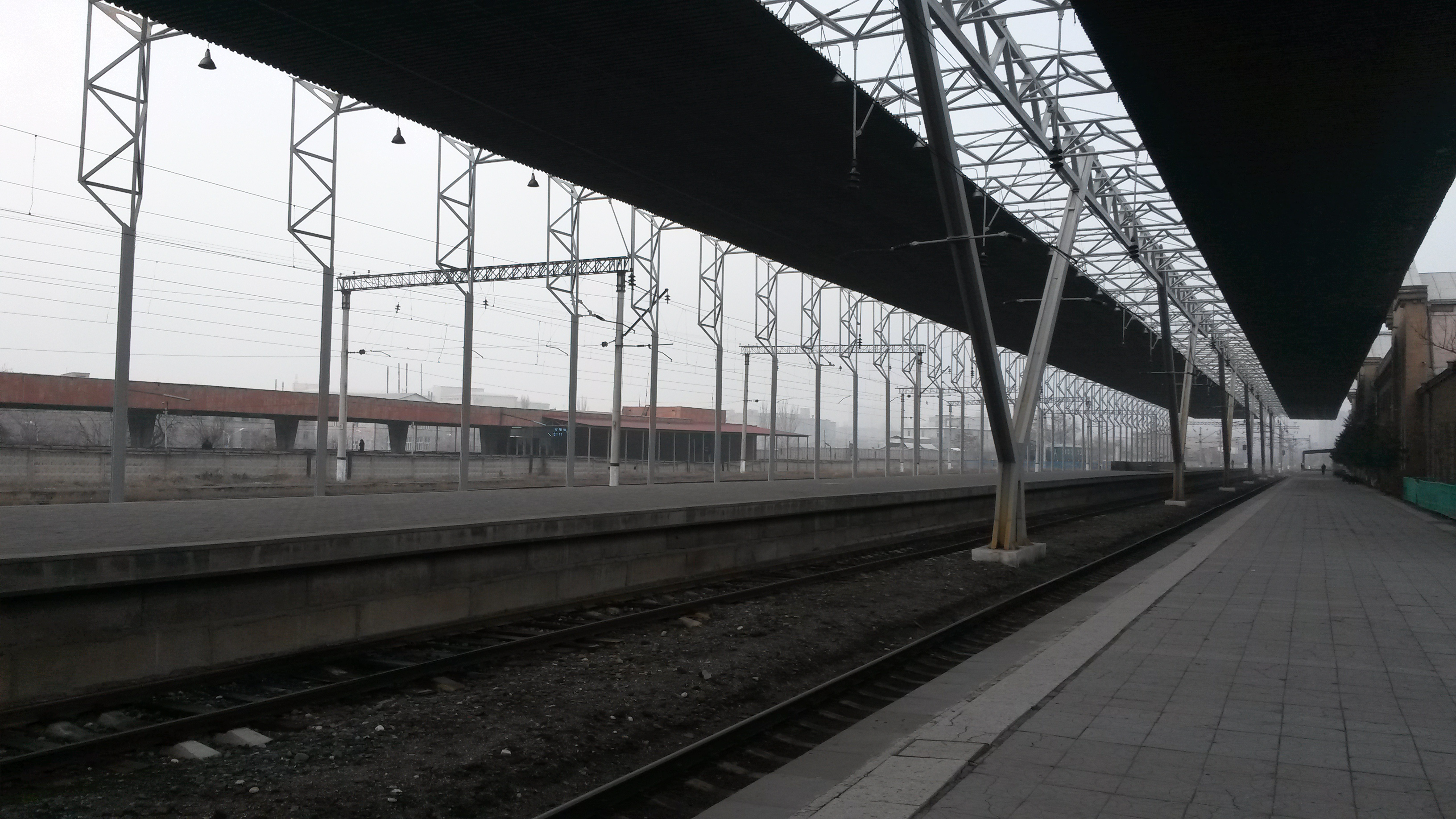
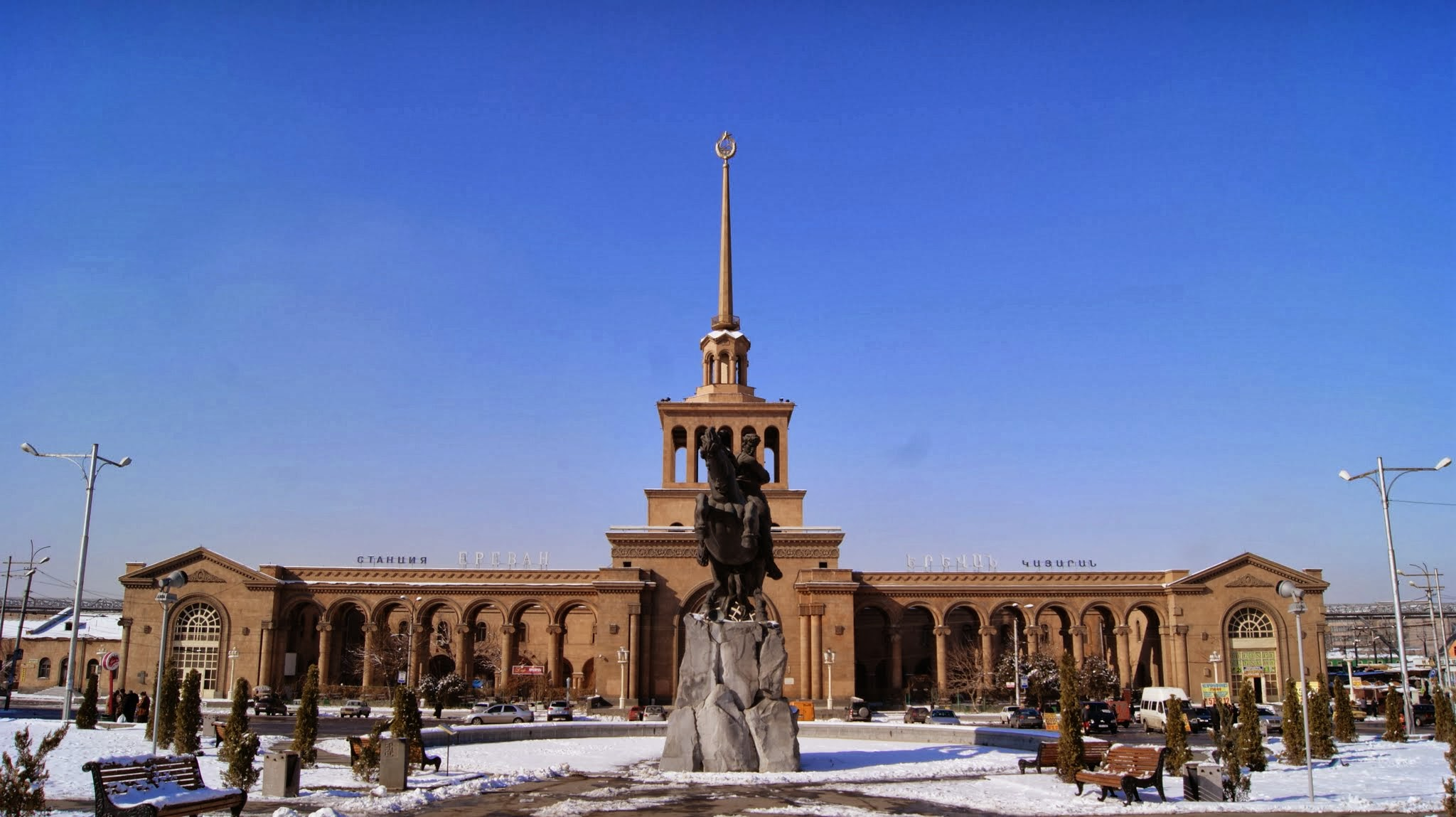
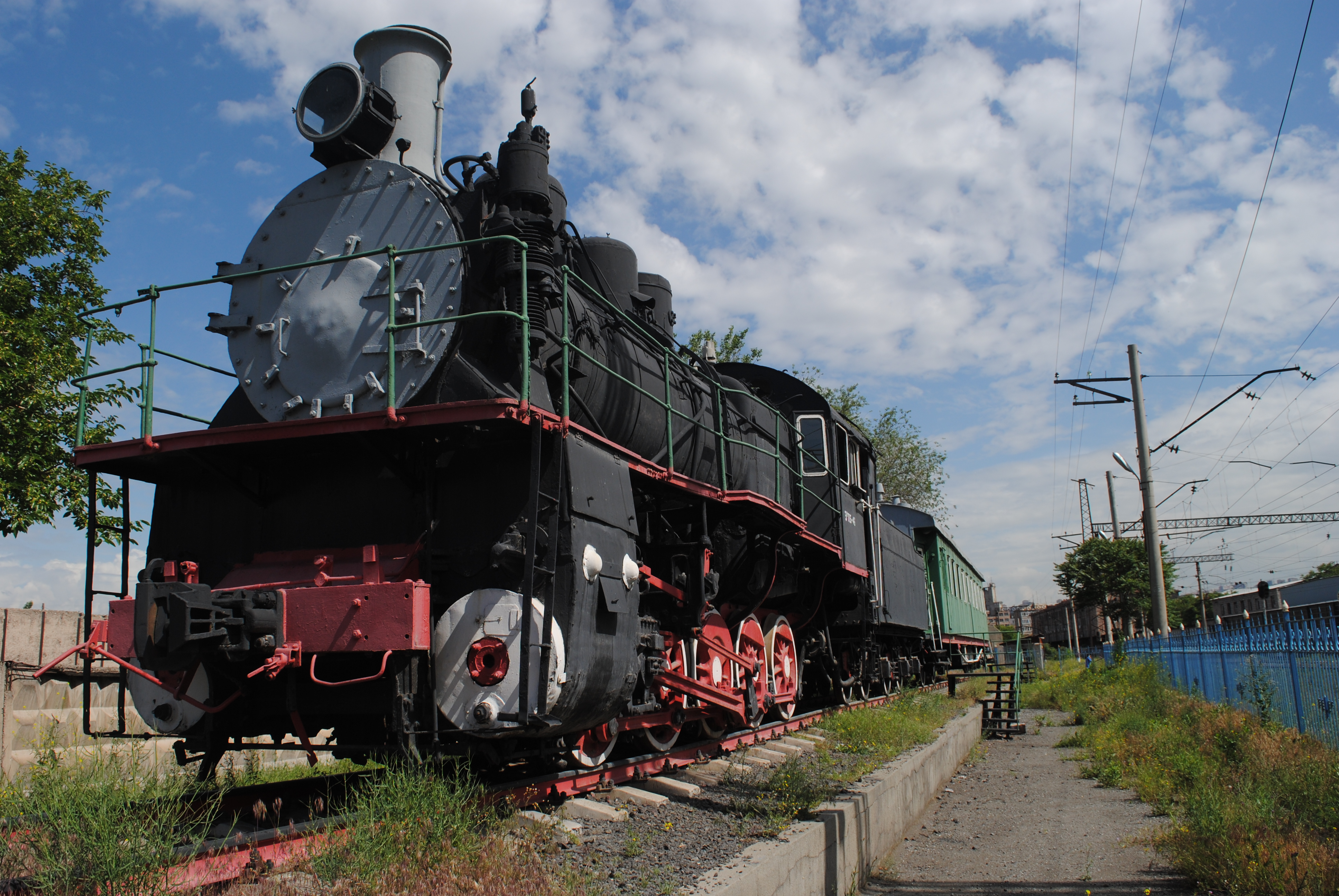